# Nieheim
Nieheim és una ciutat del districte Höxter a l'Estat Federal de Nordrhein-Westfalen (Nord-Rin- Westfàlia), Alemanya. Es troba a una altitud de 243 m. Té 6.631 habitants (2009).

## Comunitats
Nieheim compta amb 10 centres:
- Entrup
- Eversen
- Erwitzen
- Himmighausen
- Holzhausen
- Merlsheim
- Nieheim
- Oeynhausen
- Schönenberg
- Sommersell mit Kariensiek

## Història
Nieheim va ser un membre de la Lliga Hanseàtica. Actualment compta amb un centre balneari i conserva un barri d'estil medieval.

## Persones lligades a Nieheim
- Dietrich von Nieheim (1338/48 - 1418), serví a tres papes de Roma
- Hugo Makibi Enomiya-Lassalle (1898 - 1990), un clergue i filòsof zen Jesuïta que va construir l'edifici de l'Església de la Pau a Hiroshima nasqué a Externbrock prop de Nieheim.
- Wilhelm Hillebrand (1821-1886) botànic.